# Autobahnknoten Žilina
Der Autobahnknoten Žilina (slowakisch diaľničná križovatka Žilina) ist ein Autobahnknoten westlich der nordslowakischen Stadt Žilina und verknüpft die Autobahnen D1 und D3. Er befindet sich im oberen Waagtal unweit der Gemeinden Hričovské Podhradie und Dolný Hričov, zwischen dem Flughafen Žilina und der Bahnstrecke Bratislava–Žilina.
Auf der D1 trägt der Knoten die Nummer 188, auf der D3 die Nummer 0. Bis zur Inbetriebnahme der D1 Richtung Košice trug der Knoten den Namen der nächstgelegenen Gemeinde Hričovské Podhradie, obwohl er vollständig auf dem Gemeindegebiet von Dolný Hričov liegt. Die namensgebende Stadt Žilina ist etwa 12 Kilometer entfernt.

## Bauart
Der Knoten ist von der Bauform her als Birne ausgeführt, wobei der Platz insbesondere durch die Bahnstrecke begrenzt ist. Die D1 ist die durchgehende Autobahn mit 2 × 2 Fahrstreifen plus Standstreifen je Richtung. Die Hauptabbiegerelation ist Bratislava (D1) – Žilina/Čadca (D3) und umgekehrt (Rampen V1 und V2, beide zweistreifig). Auf einem Brückenbauwerk führt die halbdirekte Rampe (V4) geführt, die den Wechsel von der D3 sowie von der nahen Ausfahrt Letisko Žilina („Flughafen Žilina“) auf der D3 zur D1 Richtung Košice (derzeit nur zur Ausfahrt Žilina-juh) sowie eine Umkehr zur D3 Richtung Čadca ermöglicht. Auf der Relation Bratislava – Čadca gibt es eine Verteilerfahrbahn, die einerseits die direkte Rampe (V3) von der D1 aus der Richtung Košice zur D3 Richtung Čadca aufnimmt und andererseits das Abfahren zum Flughafen Žilina für beide genannte Relationen ermöglicht.

## Betreuung
Der Knoten wird zur Gänze durch die staatliche Autobahngesellschaft Národná diaľničná spoločnosť, a. s. (kurz NDS) betreut, zuständig ist die Autobahnmeisterei Považská Bystrica.

## Geschichte

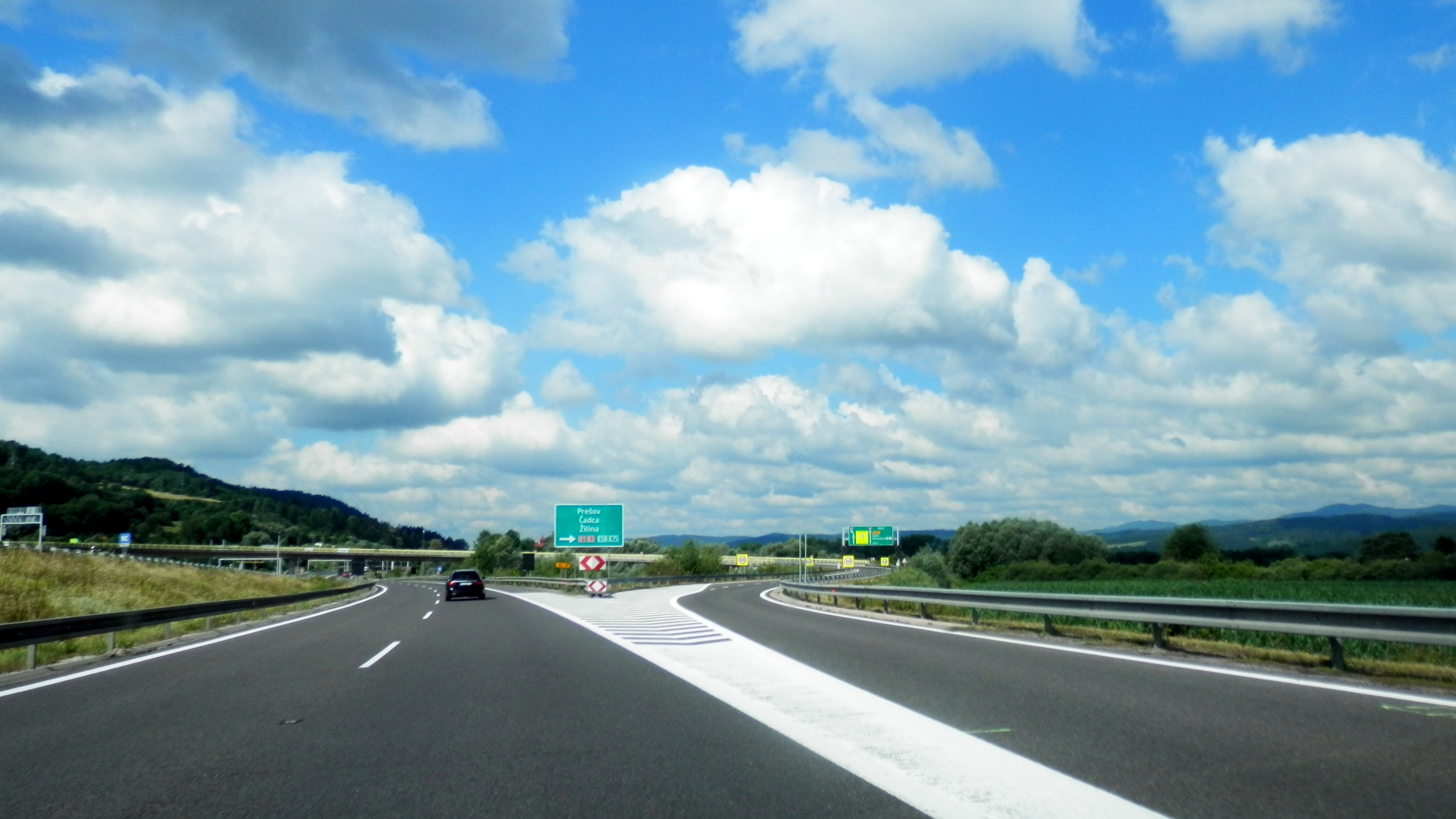
Ausfahrt von der D3 Richtung Bratislava zur halbdirekten Rampe

Der Bau des angrenzenden Bauabschnitts der D1, Vrtižer–Hričovské Podhradie, begann schon 1998, wurde aber kurz danach eingestellt und erst im Juli 2004 wieder aufgenommen. Im Oktober 2005 begann auch die Errichtung des Bauabschnitts Hričovské Podhradie–Žilina, Strážov der D3 und in der Folge entstand der Knoten als Teil der Autobahnverbindung Bratislava–Žilina. Schon im Januar 2007 wurde die Strecke durch den Knoten zweistreifig in Betrieb genommen und bis zum Ende des Jahres vollständig ausgebaut.
Da der östliche Arm des Knotens, der Bauabschnitt Hričovské Podhradie–Lietavská Lúčka der D1, nicht zeitgleich gebaut wurde, wurde der Knoten zum freien Übergang von der D1 von Bratislava heraus zur D3 Richtung Žilina, die halbdirekte Rampe war aber schon für kehrenden Verkehr aus der nahen Ausfahrt Letisko Žilina der D3 nutzbar, auch die Rampen für die östliche Verlängerung der D1 bestanden bereits. Zur vollständigen Inbetriebnahme kam es erst am 29. Januar 2021 mit der Eröffnung der D1 von diesem Knoten zur Ausfahrt Žilina-juh. Noch vor dieser Inbetriebnahme wurden die Ein-/Ausfädelungsstreifen von und nach Bratislava vergrößert und verlängert.